# 피아노 소나타 18번 (모차르트)
피아노 소나타 18번 D장조, K. 576은 볼프강 아마데우스 모차르트가 1789년 작곡한 피아노 소나타이다.
그 당시의 전형적인 방식으로 작업은 표준 빠른, 느린, 빠른 순서로 3악장으로 이루어진다.
1악장은 소나타 형식으로 양손을 합장하여 시작하고 약간의 트릴과 E단조가 반복된다.
2악장은 A장조이며 대위법 뿐만 아니라 많은 음계 악절을 포함한다. 
마지막 악장은 소나타 론도 형식이다.